# 迈克尔·贝茨亲王
迈克尔·罗伊·贝茨（Michael Roy Bates，1952年8月2日—），自称为西兰公国迈克尔亲王，是一位英国商人和自行出版的作家。他领导与经营着一个未被承认的微型国家 ，名为西兰公国，这是他从父亲帕迪·罗伊·贝茨亲王和母亲琼·贝茨那里继承的。在2012年其父亲去世后，他宣布继位，自称“西兰亲王” 

## 早年生活
迈克尔·贝茨的父母是罗伊·贝茨 (Roy Bates) 和琼·贝茨 (Joan Bates) 。 1966年12月24日，  14 岁的迈克尔与父亲罗伊一起占领了怒涛塔 ，并在那里建立了一个海盗广播电台。 迈克尔离开了他的寄宿学校去参观这座海上平台，然后再也没有回去。他说：“我以为这是一次为期六周的冒险，而不是 34 年。”  1967年9月2日，罗伊宣布对该平台拥有主权，并将全家永久迁往西兰怒涛塔，其中包括他的妻子琼、儿子迈克尔和女儿佩内洛普。 迈克尔也是从政变未遂者手中夺回西兰岛的战斗的关键参与者。 

## 西兰公国
关于西兰是否是一个主权国家，贝茨表示，“我们从未要求过承认，也从未觉得有必要要求承认。作为一个国家，你不必获得承认，你只需满足以下条件： 《蒙特维多公约》的标准是人口、领土、政府以及与其他国家进行谈判的能力。我们可以而且我们已经做了所有这些事情。我们曾邀请德国大使来访以一同商榷一件事：这是事实上的承认。多年前我们就已经与法国总统进行过沟通，但我们从未要求过承认，我们也不觉得需要它。” 
2015年，贝茨出版了一本关于他在西兰的经历的回忆录，名为《西兰公国：坚守堡垒》 。 贝茨在 2016 年河口艺术、文学、音乐和电影节上对他的书进行了讨论。 
2017 年 9 月，贝茨举办晚宴纪念西兰公国成立 50 周年，他说：“我们也许是世界上最不苛刻的国家。我们不会强迫任何人崇拜任何神或宗教或任何东西。也许这就是我们能持续这么久的原因。希望我还能陪我们度过接下来的 50 年！” 

## 个人生活和其他事业
贝茨的工作时间分散在两地：西兰和埃塞克斯郡的滨海韦斯特克利夫。他希望他的三个孩子能够上英语学校。 
贝茨经营着一家贝类公司，所捕捞的鸟蛤主要销往西班牙市场。 这家名为“Fruits of the Sea（西果）”的公司由贝茨和他的儿子詹姆斯和利亚姆一同经营。 他还生有一个女儿，名叫夏洛特。这三个孩子均是其前妻洛林·惠勒所生。贝茨的第二任妻子是梅石（音译），曾任中国人民解放军军官。 

## 延伸阅读
- 微国家列表
- 莫恩塞尔堡垒